# متلازمة الصين (فلم)
متلازمة الصين (بالإنجليزية: The China Syndrome) فيلم دراما أمريكي جديد لعام 1979 من إخراج جيمس بريدجز وكتبه بريدجز ومايك جراي وتي إس كوك. الفيلم من بطولة جين فوندا وجاك ليمون ومايكل دوجلاس (الذي أنتجه أيضًا). الفيلم يحكي عن مراسلة تلفزيونية ومصور لها يكتشفان تستر على حادث خطير في محطة للطاقة النووية. «متلازمة الصين» هو مصطلح خيالي يصف نتيجة خيالية لانهيار نووي، حيث تذوب مكونات المفاعل من خلال هياكل الاحتواء الخاصة بها وفي الأرض الأساسية، على طول الطريق إلى الصين.
عرض «متلازمة الصين» لأول مرة في عام 1979 مهرجان كان السينمائي، حيث تنافس على السعفة الذهبية بينما حصل جاك ليمون على جائزة أفضل ممثل. صدر الفيلم إلى دور العرض في 16 مارس 1979، قبل اثني عشر يومًا من حادث ثري مايل آيلاند النووي في مقاطعة دوفين، بنسلفانيا (انصهار جزئي للمفاعل رقم 2 لمحطة توليد الطاقة النووية في جزيرة ثري مايل)، والذي أعطى موضوع الفيلم أهمية كبرى.
أصبح الفيلم نجاحًا نقديًا وتجاريًا. أشاد النقاد بسيناريو الفيلم وإخراجه والممثلين (أبرزهم فوندا وليمون)، بينما حقق 51.7 مليون دولار على ميزانية إنتاج قدرها 5.9 مليون دولار.
حصل الفيلم على أربعة ترشيحات في حفل توزيع جوائز الأوسكار الثاني والخمسين؛ أفضل ممثل (ليمون)، أفضل ممثلة (فوندا)، أفضل سيناريو أصلي، وأفضل تصميم إنتاج.

## طاقم التمثيل
- جين فوندا: في دور كيمبرلي ويلز
- جاك ليمون: في دور جاك جودل
- مايكل دوغلاس: في دور ريتشارد آدامز
- سكوت برادي: في دور هيرمان دي يونغ
- ويلفورد بريملي: في دور تيد سبيندلر
- جيمس هامبتون: في دور بيل جيبسون
- بيتر دونات: في دور دون جاكوفيتش
- ريتشارد هيرد: في دور إيفان ماكورماك
- دانيال فالديز: في دور هيكتور سالاس
- ستان بورمان: في دور بيت مارتن
- جيمس كارين: في دور ماك تشرشل[6]

## أحداث الفيلم
أثناء زيارة محطة الطاقة النووية فينتانا (الخيالية) خارج لوس أنجلوس، تشاهد المراسلة الإخبارية التلفزيونية كيمبرلي ويلز (جين فوندا) ومصورها ريتشارد آدامز (مايكل دوغلاس) ومهندس الصوت هيكتور سالاس (دانيال فالديز) المحطة تمر بمشكلة في التوربينات وما يتبعها من إغلاق طارئ. يلاحظ المشرف جاك جودل (جاك ليمون) اهتزازًا غير عادي في فنجان قهوته. يقوم ريتشارد بتصوير الحادث خلسة، على الرغم من مطالبته بعدم التصوير لأسباب أمنية.
يرفض رئيس كيمبرلي تقريرها عما حدث، ولكن ريتشارد يستولى على اللقطات ويعرضها للخبراء الذين يستنتجوا أن المحطة النووية اقتربت بشكل خطير من الانهيار، وهو ما أطلق عليه «متلازمة الصين».
يواجه كيمبرلي وريتشارد المشرف غودل في منزله، ويعبر عن مخاوفه، وتطلب منه كيمبرلي وريتشارد الإدلاء بشهادته في جلسات الاستماع في «المجلس الوطني للمواطنين» بشأن الخطط لبناء محطة نووية أخرى بنفس المواصفات.
تتعرض سيارة هيكتور لسرقة الصور واللقطات المصورة أثناء الحادث. يطارد بعض الرجال جودل الذين ينتظرونه خارج منزله، ويفر منهم ويلجأ إلى داخل المصنع، حيث يكتشف أن المفاعل يتم تشغيله بكامل طاقته وبصورة خطيرة. يستولى جودل على مسدسًا من أحد حراس الأمن، ويجبر الجميع على الخروج، ويطالب كيمبرلي بإجراء مقابلة معه على الهواء مباشرة لفضح المشكلة. توافق إدارة المصنع على المقابلة من أجل كسب الوقت أثناء محاولتهم استعادة السيطرة على المصنع. تقع اضطرابات تنتهي بإطلاق النار على جودل، ويحاول مسؤولو المصنع تصوير جودل على أنه مضطرب عقليًا، لكن هذا يتناقض مع تصريح زميله سبيندلر (ويلفورد بريملي) على التلفزيون المباشر قائلاً إن جودل لم يكن مجنونًا ولن يتخذ مثل هذه الخطوات الصارمة لو لم يكن هناك خطأ ما. تختتم كيمبرلي والدموع في عينيها، تقريرها وتختفي الأخبار وسط الإعلانات التجارية.

## استقبال الفيلم
كتب روجر إيبرت الناقد السينمائي المعروف: «فيلم إثارة رائع يثير بالمصادفة أكثر الأسئلة إثارة للقلق حول مدى أمان محطات الطاقة النووية حقًا. الفيلم حسن التمثيل، وحسن الصنع، ومخيف مثل الجحيم. الأحداث التي أدت إلى» الحادث«في متلازمة الصين تستند بالفعل إلى الأحداث الفعلية في المحطات النووية، حتى أكثر الحوادث غير المتوقعة (إبرة عالقة على رسم بياني تسببت في إساءة قراءة المهندسين لمستوى مهم من المياه) حدثت بالفعل في مصنع دريسدن خارج شيكاغو، ومع ذلك، فإن الفيلم يعمل بشكل جيد ليس بسبب أساسه الواقعي، ولكن بسبب محتواه البشري. كان طاقم التمثيل جيد جدًا، ومتسق جدًا، لدرجة أن متلازمة الصين أصبحت قصة مثيرة تتناول القيم الشخصية».
كتب دميان كانون على الموقع البريطاني «موفي ريفيوز Movie Reviews UK»: «فيلم دقيق للغاية لدرجة أنه، على الرغم من أنه خيالي، يمكن أن يكون فيلمًا وثائقيًا بسهولة. نرى أكبر مخاوف ثقافة» ليس في ساحتي الخلفية«(أو كما يقال بالعربية: ليس في عقر داري.. وهي ثقافة حديثة يطلب فيها المجتمع إبعاد الأشياء الخطيرة وما يفسد البيئة عن المجتمع)، يتم اكتشاف خطورة خروج محطة طاقة نووية تقريبًا عن السيطرة ويغطيها بعض الرجال، ويتم تصوير الحادثة بأكملها سرًا بكاميرات طاقم أخبار تلفزيوني زائر. قوة هذا الفيلم هي أكثر من مجرد التمثيل، على الرغم من أن جاك ليمون رائع. السيناريو هو أكثر من مجرد سيناريو، فهو يمكن أن يحدث حقًا... طاقم التمثيل يعمل بشكل جيد وبشكل موحد. أوصي بمتلازمة الصين للجميع كمثال على مخاطر المال والفساد».
كتب المؤلف والناقد جون سيمونز: «كان فيلمًا مشدودًا وذكيًا ومثيرًا للإعجاب، ويتحول إلى ميلودراما في نهايته. ووصف النهاية بأنها كاذبة وبائسة».
حصل الفيلم على تقييم مقداره 86% على موقع الطماطم الفاسدة بناء على آراء 35 ناقد سينمائي، وكتب الإجماع النقدي: «مع الموضوع الجذاب والممثلين النجوم، فإن متلازمة الصين هو الفيلم النادر الذي يثير الفكر بقدر ما هو يسبب التوتر».
افتتح الفيلم في 534 دار عرض في الولايات المتحدة وحقق 4.354.854 دولارًا في عطلة نهاية الأسبوع الافتتاحية.
رد فعل جهات الصناعة النووية
قوبل إصدار مارس 1979 برد فعل عنيف من جهات صناعة الطاقة النووية بأنه «محض خيال» و «اغتيال شخصي لصناعة بأكملها»، وبعد اثني عشر يومًا من إصدار الفيلم، وقع الحادث النووي لجزيرة ثري مايل في مقاطعة دوفين بولاية بنسلفانيا (في حين أن البعض يعزو توقيت الحادث للمساعدة في بيع التذاكر)، وحاولت شركة الإنتاج تجنب الظهور كما لو كانوا يستغلون الحادث، وتم سحب الفيلم من بعض دور العرض.

## الجوائز والترشيحات
- جوائز الأوسكار: ترشح الفيلم لجوائز أفضل ممثل، وأفضل ممثلة، وأفضل سيناريو مكتوب للشاشة، وأفضل إخراج فني.[16]
- جوائز الأكاديمية البريطانية للأفلام: فاز بجوائز أفضل ممثلة وأفضل ممثل، وترشح لجوائز أفضل فيلم وأفضل سيناريو.[17]
- جوائز مهرجان كان السينمائي: فاز بجائزة أفضل ممثل (جاك ليمون)، وترشح لجائزة «السعفة الذهبية» لأفضل مخرج.[18]
- جوائز دافيد دي دوناتيللو: فاز بجائزة أفضل ممثل (جاك ليمون).[19]
- جوائز نقابة المخرجين الأمريكية: ترشح لجائزة أفضل مخرج.[20]
- جوائز جولدن جلوب: ترشح لجوائز أفضل فيلم: وأفضل ممثل، وأفضل ممثلة، وأفضل مخرج، وأفضل سيناريو.[21][21]
- جوائز المجلس الوطني للمراجعة: فاز بجائزة أفضل عشرة أفلام.[22]
- جوائز الجمعية الوطنية لنقاد السينما: ترشح لجائزة أفضل ممثل (جاك ليمون).[23]
- جوائز الأقمار الصناعية: ترشح لجائزة أفضل دي في دي كلاسيكي.[24]
- جوائز نقابة الكتاب الأمريكية: فاز بجائزة أفضل دراما مكتوبة مباشرة للسيناريو.[25]

## وصلات خارجية
- مقالات تستعمل روابط فنية بلا صلة مع ويكي بيانات